# Svojkovice (district de Rokycany)
Pour les articles homonymes, voir Svojkovice.
Svojkovice (en allemand : Swojkowitz, auparavant Swejkowitz) est une commune du district de Rokycany, dans la région de Plzeň, en République tchèque. Sa population s'élevait à 433 habitants en 2021.

## Géographie
Svojkovice se trouve à 5 km au nord-est du centre de Rokycany, à 20 km à l'est de Plzeň et à 67 km au sud-ouest de Prague.
La commune est limitée par Volduchy au nord, par Holoubkov à l'est, par Hůrky et Dobřív au sud, et par Rokycany à l'ouest.

## Histoire
La première mention écrite du village date de 1379.

## Transports
Par la route, Svojkovice se trouve à 5 km de Rokycany, à 22 km de Plzeň et à 76 km de Prague. 